# Monomachidae
Die Monomachidae sind eine kleine Familie der Hautflügler mit Verbreitung in Südamerika und Australien.

## Merkmale
Es handelt sich um kleine bis mittelgroße Wespen mit Körperlängen zwischen 10 und 18 Millimeter und langgestrecktem Körperbau. Sie sind bräunlich bis gelblich gefärbt (eine südamerikanische Art grünlich), niemals schwarz. Der rundliche Kopf trägt langgestreckte, fadenförmige Antennen, die beim Weibchen aus 15, beim Männchen aus 14 Segmenten aufgebaut sind. Diese sitzen auf einem gemeinsam abgesetzt erhöhten, über die Komplexaugen vorstehenden Antennensockel dicht benachbart zum Clypeus. Die Mandibeln sind auffallend groß und kräftig und zwei- oder dreispitzig. Die Labialtaster bestehen aus 5, die Maxillartaster aus 3 Gliedern. Das Pronotum ist schmal, beinahe kragenförmig und trägt einen Querkiel. Sein Hinterrand überlappt das Mesoscutum teilweise. Das Propodeum ist langgestreckt kegelförmig ohne Mittelkiel. Die Vorderflügel besitzen ein kleines Flügelmal (Pterostigma) und eine relativ vollständige Aderung mit mindestens 5 geschlossenen Zellen, wobei keine Medialzelle ausgeprägt ist. Auch die Hinterflügel weisen mehrere Adern auf, meist neben der Randader zwei Längsadern. Die Beine tragen ungezähnte Krallen, die Vorderschienen (Tibien) einen, die mittleren zwei und die hinteren ebenfalls zwei Sporne, die hinteren zudem an der Hinterkante zwei abgesetzte Tuberkel. 
Der nur schwach sklerotisierte freie Hinterleib (Metasoma oder Gaster) ist ungewöhnlich langgestreckt und schmal, aber nicht seitlich komprimiert, er ist beim Weibchen sichelförmig gebogen, beim Männchen lang gestielt, seine Form ist für die Familie charakteristisch. Beim Weibchen folgt auf den langgestreckten Petiolus mit erkennbar getrenntem Tergit und Sternit zwei ihm gegenüber kaum erweiterte etwa gleich lange Segmente, es ist nicht wie bei den Diapriidae das zweite Segment deutlich länger. Bei Ansicht von der Seite überlappen Tergite und Sternite weit. Zum Ende läuft der Gaster spitz zu. Der Ovipositor sitzt endständig, er ist in Ruhestellung im Hinterleib verborgen und nicht sichtbar.

## Lebensweise
Die Biologie der Familie ist schlecht bekannt. Da in den Sammlungen überwiegend Männchen zu finden sind (etwa vier Fünftel), könnten die Geschlechter unterschiedliche Habitate bevorzugen. Eine australische und zwei südamerikanische Arten wurden aus Larven bzw. Puppenkokons von Waffenfliegen (Familie Stratiomyidae) der Unterfamilie Chiromyzinae gezüchtet, so dass sie möglicherweise spezialisierte Parasitoide von diesen sind. Diese leben pflanzenfressend (phytophag), die südamerikanische Wirtsart Chiromyza vittata ist Schädling in Kaffee-Kulturen. Die Arten leben in Wäldern und feuchten Lebensräumen von der gemäßigten Zone bis in die Tropen.

## Verbreitung
Funde liegen vor aus Südamerika, Australien und von Neuguinea. In Australien werden nur die regenreichen Küstenregionen im Osten und Südwesten besiedelt. Von Tasmanien sind sie bisher unbekannt. Das Verbreitungsbild wird mit dem ehemaligen Südkontinent Gondwana in Verbindung gebracht.

## Taxonomie, Systematik, Phylogenie
Die Familie umfasst zwei Gattungen
- Monomachus Klug. (28 Arten)
- Chasca Johnson & Musetti, mit zwei Arten aus den Anden, die Weibchen mit stark verkürzten, rudimentären Flügeln.

Eine früher unterschiedene Gattung Tetraconus (eine Art aus Brasilien, nur das Typusexemplar bekannt) wurde mit Monomachus synonymisiert.
Die Familie wurde früher der Überfamilie Proctotrupoidea zugeordnet. Seit der Aufteilung der früher erheblich umfangreicheren Überfamilie durch Rasitsyn und Sharkey werden sie nun der Überfamilie Diaprioidea zugerechnet. Diese Gruppierung erscheint sowohl nach morphologischen Merkmalen wie auch nach molekularen Stammbäumen anhand homologer DNA-Sequenzen wahrscheinlich, wenn sie auch nicht in allen Analysen bestätigt wurde (teilweise erscheint diese paraphyletisch gegenüber Mymarommatidae und/oder Goldwespen).
Nach einer morphologischen Analyse könnten sie die basalste Familie dieser Überfamilie, und damit Schwestergruppe aller anderen zusammen, sein. 
Obwohl die Familie aufgrund der zahlreichen plesiomorphen Merkmale als recht urtümlich gilt, wurden bis heute keine Fossilien von ihr gefunden.